# Rosa Merckx
Rosa Merckx (Brujas, 15 de junio de 1924-Oudenaarde, 16 de mayo de 2023) fue la primera maestra cervecera y políglota bélga. Fue directora oficial de operaciones durante quince años de la cerveza belga Liefmans. 

## Biografía
Comenzó a trabajar en la cervecería Liefmans en 1946 y asumió el cargo de maestra cervecera en 1972. Su firma está en todas las etiquetas y envoltorios de las cervezas Liefmans. Fue portada de la revista Bier en 2013.
En 2014, Rosa Merckx recibió el título de Oficial de la Orden de la Corona de Bélgica.
Falleció el 16 de mayo de 2023 a los 98 años, en su hogar.

«La cerveza es un producto vivo. Tiene alma. No habría podido seguir trabajando durante tanto tiempo con un producto sin alma o en una oficina administrativa».
Rosa Merckx.